# Hillsong Music

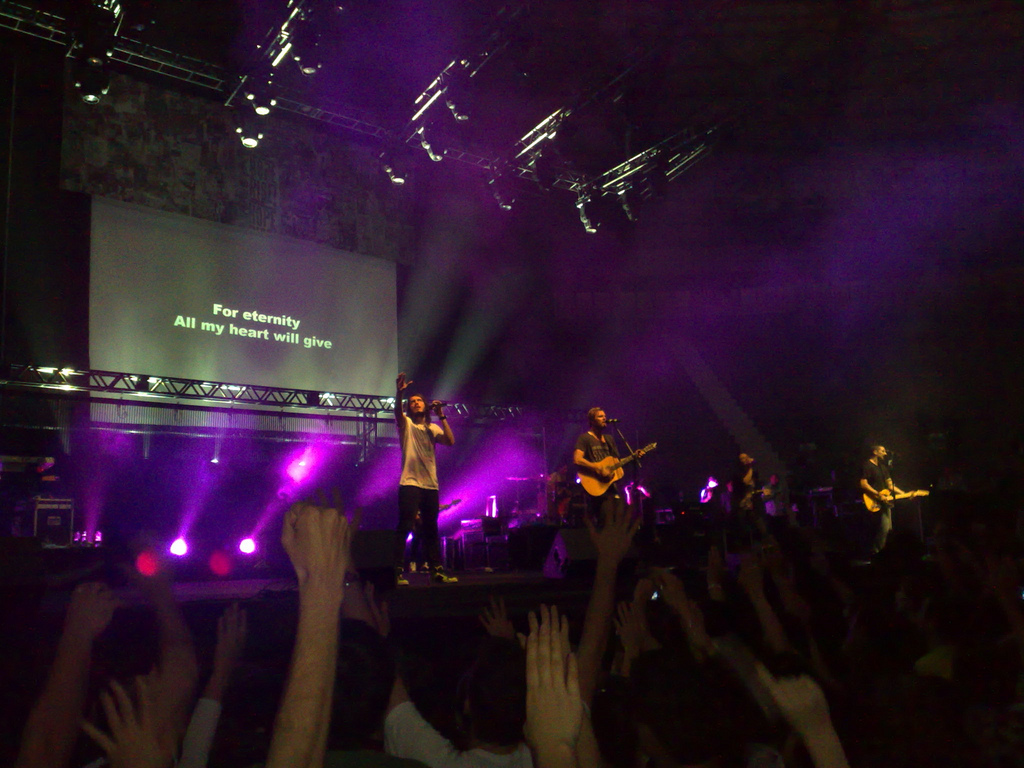
Concierto de "Hillsong Music" 2009 Brasil

Hillsong Music es una productora música cristiana contemporánea, dependiente de la Iglesia Hillsong, basado en Australia. Los principales grupos son Hillsong Worship, Hillsong United, Hillsong Young & Free,  Hillsong Kids.

## Historia
Hillsong Worship, grabó su primer álbum en 1988, el compilado Spirit and Truth (Espíritu y Verdad) que incluyó once canciones grabadas en dos estudios, el Rich Music Studios y los Estudios 301 de EMI en Sídney y fueron mezclados por Guy Gray y Peter Beveridge. Es en este contexto que nació en 1991 Hillsong Music Australia.
Desde ese momento la influencia de la música Hillsong fue creciendo en el gusto de los oyentes australianos de música cristiana contemporánea, en 1990 apareció Show Your Glory (Muestra Tu Gloria), grabado esta vez en los Nightlight Studios y mezclado por Guy Gray en Rich Music Studio y Nightlight Studios, este fue el primer álbum distribuido y comercializado fuera de Australia, abriéndose camino en el mercado europeo (especialmente británico).
Con el tiempo, la música Hillsong comenzó a establecerse sólidamente en el mercado de música cristiana y, junto con ello, las Conferencias Hillsong también prosperaron.
En 1992, con el álbum grabado en vivo The Power of Your Love (El poder de tu amor), por Geoff Bullock, Darlene Zschech y el equipo Hillsong, se consolida Hillsong Music Australia como sello musical independiente y con una amplísima discografía.
En total son alrededor de 105 álbumes, incluyendo Hillsong Live, Compilation Series, Worship Series, United, Kids, Kids BiG, Youth, Youth Alive, Kiev, Brazil, EP`s, Chapel, Christmas, Instrumental Series etc.
A nivel internacional, Hillsong Music ha sido una influencia importante en la música cristiana contemporánea.·
En 2012, Hillsong Music realizó un proyecto (el proyecto Global) que reunió a 9 iglesias asociadas en todo el mundo para producir álbumes en 9 idiomas diferentes (español, portugués, coreano, mandarín, indonesio, alemán, francés, sueco y ruso).
En 2015, realizaron un acuerdo de distribución con Grupo CanZion para la distribución de sus producciones en Latinoamérica.

## Discografía
Hillsong Music ha editado en disco compacto y casetes un número importante de álbumes grabados en estudio y en vivo, también vídeos en VHS , desde 2000 también en DVD y actualmente en Blu-ray. Un resumen de sus álbumes musicales es el siguiente:
- Hillsong Worship:
  - 1988- Spirit And Truth (Primer Álbum)
  - 1990- Show your glory
  - 1992- The Power Of Your Love
  - 1993- Stone's Been Rolled Away
  - 1994- People Just Like Us
  - 1995- Friends In High Places
  - 1996- God Is In Ihe House
  - 1997- All Things Are Possible
  - 1997- Simply Worship 1
  - 1997- Simply Worship 2
  - 1998- Simply Worship 3
  - 1998- Touching Heaven Changing Earth
  - 1999- By Your Side
  - 2000- For This Cause
  - 2000- Overwhelmed!
  - 2001- You Are My World
  - 2002- Blessed
  - 2002- Amazing Love
  - 2003- Hope
  - 2003- Faithful
  - 2004- For All You've Done
  - 2005- God He Reigns
  - 2006- Mighty To Save
  - 2006- Songs for Communion
  - 2007- Saviour King
  - 2008- This Is Our God
  - 2009- Faith + Hope + Love
  - 2010- A Beautiful Exchange
  - 2011- God is Able
  - 2012- Cornerstone
  - 2013- Glorious Ruins
  - 2014- No Other Name
  - 2015- Open Heaven/river wild
  - 2016- Let there be light
  - 2017- The Peace Project
  - 2018- There Is More
  - 2019- Awake
  - 2020- Take Heart (Again)

- Hillsong United:
  - 1999- Everyday
  - 2000- Best friend
  - 2001- King Of Majesty
  - 2002- To the ends of the earth
  - 2004- More Than Life
  - 2005- Look To You
  - 2006- United We Stand
  - 2006- Unidos Permanecemos
  - 2007- All Of The Above
  - 2007- In A Valley By The Sea
  - 2008- The I Heart Revolution: With Hearts As One
  - 2009- Across The Earth (Tear down the walls)
  - 2010- The I Heart Revolution: We're All In This Together
  - 2011- Aftermath
  - 2012- Aftermath: Live in Miami
  - 2013- Zion
  - 2014- The White Album
  - 2015- Empires
  - 2016- Of Dirt And Grace

- Hillsong En Español:
  - 2006 - Unidos Permanecemos (con Hillsong UNITED)
  - 2010 - Con Todo
  - 2011 - En Mi Lugar
  - 2012 - Global Project: Español (con Marcos Witt, Alex Campos, Marco Barrientos y Marcela Gándara)
  - 2014 - No Hay Otro Nombre (con Hillsong Worship)
  - 2014 - Océanos (Sencillo) (con Hillsong UNITED)
  - 2015 - Vida Tú Me Das (Sencillo) (con Hillsong Young & Free)
  - 2015 - En Esto Creo
  - 2016 - Ruido Alegre (con Hillsong Kids Jr.)
  - 2016 - De Gracia en Gracia (Sencillo)
  - 2017 - El Eco De Su Voz
  - 2018 - Yo También (Un Billón De Veces) (Sencillo)
  - 2018 - Quién Dices Que Soy (Sencillo)
  - 2019 - Hermoso Nombre (Sencillo) (con Hillsong Worship)
  - 2019 - Hay Más (con Hillsong Worship)
  - 2019 - People - En Español (EP) (con Hillsong UNITED)
  - 2020 - Rey de Reyes (Sencillo) (con Hillsong Worship)
  - 2020 - Hay Otra Salida (Sencillo) (con Hillsong Young & Free)
  - 2020 - Despierta (EP) (con Hillsong Worship)
  - 2020 - Todos Mis Mejores Amigos (EP) (con Hillsong Young & Free)
  - 2021 - Viento Fresco (con Hillsong Worship) (Sencillo)
  - 2021 - Tú Lo Harás (con Hillsong Worship) (Sencillo)
  - 2022 - El Mismo Poder (EP)

- Hillsong Chapel:
  - 2010- Yahweh
  - 2012- Forever Reign

- Hillsong Young & Free:
  - 2013- We Are Young & Free
  - 2015- We Are Young & Free: The Remixes EP
  - 2015- This is Living - EP
  - 2016- Youth Revival
  - 2018- III
  - 2018- III (Live at Hillsong Conference)
  - 2019- III (Studio Sessions)
  - 2019- III (Reimagined)
  - 2020- All Of My Best Friends
  - 2020- Todos Mis Mejores Amigos - EP

- Hillsong Youth:
  - 2010- Summer
  - 2010- Autumn
  - 2010- Winter
  - 2010- Spring

- Hillsong Kids:
  - 2004- Jesus Is My Superhero
  - 2005- Super Strong God
  - 2006- Supernatural
  - 2007- Tell The World
  - 2008- Follow You
  - 2009- Ultimate Collection
  - 2011- Crazy Noise
  - 2018- Can You Belive It?
  - 2020- Songs Of Some Silliness
  - 2022- Big Bible Verse Songs - EP (Collection 1)

- Hillsong Christmas:
  - 2001- Christmas
  - 2005- Celebrating Christmas
  - 2011- Born Is The King
  - 2012- We Have a Saviour

- Hillsong Compilatorios:
  - 1997- Hills Praise
  - 2002- Extravagant Worship: The Songs of Darlene Zschech
  - 2002- Extravagant Worship: The Songs of Reuben Morgan
  - 2003- The Platinum Collection Volume 1: Shout to the Lord
  - 2003- The Platinum Collection Volume 2: Shout to the Lord 2
  - 2005- Ultimate Worship
  - 2007- Extravagant Worship: The Songs of Miriam Webster
  - 2008- Ultimate Collection 2
  - 2009- You`ll come
  - 2010- Extravagant Worship: The Songs of Joel Houston
  - 2011- Ultimate Voice Of A Song Writer (Volume 1)

- Otros:
  - 1996- Shout to the Lord
  - 1997- I Believe the Promise
  - 1998- Shout to the Lord 2000
  - 2001- The power Of you love (Symphony)
  - 2004- UP: Unified Praise

## Discografía Hillsong LONDON
La Iglesia Hillsong en Londres (Reino Unido) también ha lanzado sus propios álbumes, con un estilo más británico y marcado por la experiencia de la música de la iglesia en vivo. En 2004 editaron Shout God's Fame (Proclamen la gloria de Dios), y en el 2006 lanzaron el álbum Jesus Is (Jesús es). En el 2008 lanzaron su nuevo disco Hail to the king.
Integrity Music en los Estados Unidos de América ha grabado dos álbumes en vivo en la Iglesia Hillsong titulados Shout To The Lord (Canta al Señor), con ventas sobre las 500.000 copias, y Shout To The Lord 2000, que ha ocupado el segundo lugar en las comparativas de música cristiana de radios y revistas estadounidenses.
- Hillsong London: Shout God's Fame(2004), Jesus Is(2006), Jesus Is Remix(2007), Hail To The King(2008).

## Discografía de Hillsong KIEV
La Iglesia Hillsong Kiev (Ukrania), ha grabado 16 álbumes distintos, incluidos los jóvenes y los álbumes de los niños. Principalmente, las canciones en los álbumes son traducciones de las canciones escritas en la Iglesia Hillsong en Sídney, y recientemente, Hillsong en Londres, pero también hay canciones originales compuestas principalmente por Vera Kasevich, quien también funge como pastor de adoración la iglesia, y ella y Zhenya los hijo Kasevich romano.
Ha habido cerca de 20 grabaciones del álbum.
- Hillsong Kiev LIVE:
  - 1997- Мы будем славить (alabaremos)
  - 1997- Это знает душа моя (mi alma lo sabe)
  - 1998- С Богом возможно всё (todo es posible con Dios)
  - 2000- Небеса на земле (Cielo en la Tierra)
  - 2001- Лучший Друг (mejor amigo)
  - 2002- Царь Величия (Rey de Majestad)
  - 2005- Слава в вышних (Gloria en las alturas)
  - 2006- Это мой дом (Esta es mi casa)
  - 2007- Господь всего (Señor de Todo)
  - 2008- Алтарь (Altar)
  - 2009- Это наш Царь (Este es nuestro Rey)
  - 2010- God is Love

- Hillsong Kiev UNITED:
  - 1998- Прыгай в небеса (Salto al cielo)
  - 1999- План (Plan)
  - 2001- Революция (Revolución)
  - 2004- Пожар (Burn)
  - 2006- Спасение (Salvación)
  - 2010- Undivided
  - 2013- Океаны (Océanos)

- Hillsong Kiev KIDS:
  - 2000- Мы любим петь об этом (Nos gusta cantar sobre él)
  - 2005- Иисус мой Супергерой (Jesús es mi superhéroe)
  - 2006- Суперcильный Бог (Super Strong God)

- Hillsong Kiev OTROS:
  - 1997- Пламя (Llama)

## Premios y reconocimientos
- 16 álbumes han obtenido "reconocimiento de oro" por sus ventas en Australia, acreditadas por la Australian Record Industry Association (sobre 35.000 unidades).
- El álbum People Just Like Us logró reconocimiento de platino en la misma asociación, por ventas superiores a 70.000 unidades.
- El disco Blessed llegó a ser el segundo álbum de música cristiana más vendido en los Estados Unidos al ser lanzado en septiembre de 2002.